# El Reencuentro (programa de telerrealidad)
El Reencuentro fue un programa de telerrealidad producido por Zeppelin TV y emitido en Telecinco desde el 3 de febrero de 2010 hasta el 2 de mayo de 2011 con buenos registros de audiencia. La adaptación española del formato All Stars obtuvo en su estreno un 24,5% de cuota de pantalla y fue líder en casi todas sus emisiones durante la primera temporada. En cuanto a la mecánica del concurso, diversas parejas de exconcursantes de diferentes realities de Gestevisión Telecinco debían de convivir, superar el pasado y luchar juntos para optar por el premio final: 60.000 euros.
En 2012 no se realizó el reencuentro ya que ese año fue sustituido por Gran Hermano: La Re-Vuelta, una edición especial con exconcursantes de la misma edición.

## Equipo
| Galas Debates |

| Edición          | 1.ª  | 2.ª  |
| Año              | 2010 | 2011 |
| ---------------- | ---- | ---- |
| Mercedes Milá    |      |      |
| Jordi González   |      |      |
| Christian Gálvez |      |      |

## Gran Hermano: El Reencuentro(2010)
- 3 de febrero de 2010 — 30 de marzo de 2010 (55 días).

Fue estrenada y emitida en Telecinco, en febrero de 2010. La primera edición se estrenó el 3 de febrero de 2010 y terminó el 30 de marzo del mismo año tras 55 días de convivencia en la casa. El reality fue presentado semanalmente por Mercedes Milá como conductora de las galas y Jordi González, al frente de los debates.
Esta primera edición conmemoraba el décimo aniversario del reality por excelencia, donde solo llegaron a participar exconcursantes de las once ediciones de Gran Hermano. En cuanto a la mecánica del concurso, no existían nominaciones entre concursantes, ya que fueron los espectadores quienes se encargaban cada semana, con sus votos, qué parejas se expondrían a la expulsión, resultando eliminada aquella elegida por sus propios compañeros.

### Concursantes
| Concursante          | Procedencia   | Edad | Edición de Gran Hermano | Duración | Información                  |
| -------------------- | ------------- | ---- | ----------------------- | -------- | ---------------------------- |
| Pepe Herrero         | Madrid        | 38   | Gran Hermano 7          | 48 días  | Ganadores                    |
| Raquel López         | Málaga        | 31   | Gran Hermano 7          | 48 días  | Ganadores                    |
| Jorge Berrocal       | Zaragoza      | 35   | Gran Hermano 1          | 28 días  | 2.os finalistas              |
| Silvia Casado        | Málaga        | 35   | Gran Hermano 1          | 14 días  | 2.os finalistas              |
| Ainhoa Pareja        | Madrid        | 29   | Gran Hermano 5          | 55 días  | 3.os finalistas              |
| Nico Di Matteo       | Tenerife      | 39   | Gran Hermano 5          | 55 días  | 3.os finalistas              |
| Ana Toro             | Granada       | 37   | Gran Hermano 10         | 35 días  | 7.as expulsadas              |
| Almudena Martínez    | Murcia        | 26   | Gran Hermano 10         | 35 días  | 7.as expulsadas              |
| Gema Zafra           | Barcelona     | 27   | Gran Hermano 10         | 14 días  | 6.os expulsados              |
| Orlando Breyner      | Valencia      | 29   | Gran Hermano 10         | 14 días  | 6.os expulsados              |
| Daniel Rubio         | Barcelona     | 28   | Gran Hermano 8          | 7 días   | 5.os expulsados              |
| Marusky Perdomo      | Las Palmas    | 39   | Gran Hermano 8          | 7 días   | 5.os expulsados              |
| María José Galera    | Sevilla       | 42   | Gran Hermano 1          | 9 días   | Abandono                     |
| Andallá Mbengue      | La Coruña     | 37   | Gran Hermano 9          | 14 días  | 4.as expulsadas              |
| Amor Romeira         | Fuerteventura | 21   | Gran Hermano 9          | 14 días  | 4.as expulsadas              |
| Melania Querol       | Castellón     | 28   | Gran Hermano 9          | 28 días  | Abandono                     |
| Piero Righetto       | Barcelona     | 30   | Gran Hermano 9          | 28 días  | Abandono                     |
| Nicky Villanueva     | Asturias      | 36   | Gran Hermano 6          | 21 días  | 3.os expulsados              |
| Cristal Fernández    | Ourense       | 27   | Gran Hermano 6          | 1 hora   | 3.os expulsados              |
| Bea la Legionaria    | Madrid        | 29   | Gran Hermano 6          | 16 días  | Expulsada disciplinariamente |
| Inmaculada Contreras | Granada       | 33   | Gran Hermano 7          | 7 días   | 2.as expulsadas              |
| Beatriz Gómez        | Madrid        | 46   | Gran Hermano 7          | 7 días   | 2.as expulsadas              |
| Indhira Kalvani      | Málaga        | 23   | Gran Hermano 11         | 8 días   | Abandono                     |
| Arturo Requejo       | Guipúzcoa     | 32   | Gran Hermano 11         | 8 días   | Expulsado disciplinariamente |
| Raquel Morillas      | Madrid        | 33   | Gran Hermano 3          | 7 días   | 1.as expulsadas              |
| Noemí Ungria         | Barcelona     | 37   | Gran Hermano 3          | 7 días   | 1.as expulsadas              |
| Nacho Utrera         | Sevilla       | 32   | Gran Hermano 4          | 3 días   | Abandono                     |
| Desirée Albertalli   | La Coruña     | 32   | Gran Hermano 4          | 3 días   | Abandono                     |

### Estadísticas semanales
|               |                  | 1      | 2                        | 3                       | 4                                                | 5                        | 6              | 7                        | 8                                               | Final                                 |
| ------------- | ---------------- | ------ | ------------------------ | ----------------------- | ------------------------------------------------ | ------------------------ | -------------- | ------------------------ | ----------------------------------------------- | ------------------------------------- |
|               | Pepe y Raquel    |        | Entran                   | Salvados                | Salvados                                         | Salvados                 | Exentos        | Salvados                 | Salvados                                        | Ganadores                             |
|               | Jorge            |        |                          |                         |                                                  | Entran                   | Exento         | Nominado                 | Salvados                                        | 2.os finalistas                       |
|               | Silvia           |        |                          |                         |                                                  |                          |                | Entran                   | Salvados                                        | 2.os finalistas                       |
|               | Nicola y Ainhoa  | Entran | Nominados                | Nominados               | Salvados                                         | Salvados                 | Exentos        | Salvados                 | Nominados                                       | 3.os finalistas                       |
|               | Ana y Almudena   |        |                          | Entran                  | Nominadas                                        | Nominadas                | Exentas        | Salvadas                 | Expulsadas                                      |                                       |
|               | Gema y Orlando   |        |                          |                         |                                                  |                          | Entran         | Salvados                 | Expulsados                                      |                                       |
|               | Daniel y Marusky |        |                          |                         |                                                  |                          | Entran         | Expulsados               |                                                 |                                       |
|               | María José       |        |                          |                         |                                                  | Entra                    | Exenta         | Abandono                 |                                                 |                                       |
|               | Amor y Andallá   |        |                          | Entran                  | Nominados                                        | Expulsados               |                |                          |                                                 |                                       |
|               | Piero y Melania  | Entran | Salvados                 | Salvados                | Salvados                                         | Abandono                 |                |                          |                                                 |                                       |
|               | Cristal          |        |                          |                         | Expulsados                                       |                          |                |                          |                                                 |                                       |
|               | Nicky            | Entran | Salvados                 | Salvados                | Expulsados                                       |                          |                |                          |                                                 |                                       |
|               | Bea              | Entran | Salvados                 | Salvados                | Exp.discip.                                      |                          |                |                          |                                                 |                                       |
|               | Inma y Bea       |        | Entran                   | Expulsadas              |                                                  |                          |                |                          |                                                 |                                       |
|               | Indhira          | Entran | Salvados                 | Abandono                |                                                  |                          |                |                          |                                                 |                                       |
|               | Arturo           | Entran | Salvados                 | Exp.discip.             |                                                  |                          |                |                          |                                                 |                                       |
|               | Raquel y Noemi   | Entran | Expulsadas               |                         |                                                  |                          |                |                          |                                                 |                                       |
|               | Nacho y Desirée  | Entran | Abandono                 |                         |                                                  |                          |                |                          |                                                 |                                       |
|               |                  |        |                          |                         |                                                  |                          |                |                          |                                                 |                                       |
| Eliminados    | Eliminados       |        | Raquel y Noemí (3 votos) | Inma y Bea (3 votos)    | Nicky y Cristal (0 votos)                        | Amor y Andallá (2 votos) |                | Dani y Marusky (3 votos) | Ana y Almudena (1 voto) Gema y Orlando (1 voto) | Nico y Ainhoa 6.8% Jorge y Silvia 38% |
| No eliminados | No eliminados    |        | Nico y Ainhoa (0 votos)  | Nico y Ainhoa (0 votos) | Amor y Andallá (1 voto) Ana y Almudena (2 votos) | Ana y Almudena (0 votos) | Jorge (1 voto) | Nico y Ainhoa (2 votos)  | Pepe y Raquel 55.2%                             |                                       |

### Invitados
| Nombre         | Procedencia | Edad | Edición         | Gala   |
| -------------- | ----------- | ---- | --------------- | ------ |
| Aída Nízar     | Valladolid  | 34   | Gran Hermano 5  | Gala 1 |
| Nuria Yáñez    | Tarragona   | 37   | Gran Hermano 5  | Gala 1 |
| Germán Ramírez | Barcelona   | 39   | Gran Hermano 10 | Gala 6 |
| Iván Madrazo   | Cantabria   | 37   | Gran Hermano 10 | Gala 7 |

### Presentadores
Los presentadores de GH: El Reencuentro, edición especial del décimo aniversario del reality, fueron:
- Mercedes Milá, Galas semanales desde plató.
- Jordi González, Debates semanales.

### Audiencias
| Fecha      | Características del Programa | Espectadores | Share |
| ---------- | --- | ------------ | ----- |
| 03/02/2010 | Gala 1 / Presentación | 3 665 000    | 24,5% |
| 09/02/2010 | Gala 2 / Abandono de Nacho y Desi / Expulsión de Raquel y Noemi / Entrada de Pepe y Raquel L, Inma y Bea                            | 3 335 000    | 20,6% |
| 16/02/2010 | Gala 3 / Expulsión disciplinaria de Arturo / Abandono de Indhira / Expulsión de Inma y Bea / Entrada Amor y Andallá, Ana y Almudena | 3 014 000    | 20,8% |
| 23/02/2010 | Gala 4 / Expulsión disciplinaria de Bea / Entrada de Cristal / Expulsión de Nicky y Cristal                                         | 3 171 000    | 22,2% |
| 02/03/2010 | Gala 5 / Entrada de Jorge, María José / Abandono de Piero y Melania / Expulsión de Amor y Andallá                                   | 2 876 000    | 19,0% |
| 09/03/2010 | Gala 6 / Expulsión de Gema y Orlando / Entrada de Dani y Marusky                                                                    | 2 695 000    | 18,8% |
| 16/03/2010 | Gala 7 / Entrada de Silvia / Abandono de María José / Expulsión de Dani y Marusky                                                   | 2 641 000    | 19,4% |
| 23/03/2010 | Gala 8 / Semifinal / Expulsión de Gema y Orlando, Ana y Almudena                                                                    | 2 460 000    | 16,9% |
| 30/03/2010 | Gala 9 / Final / Ganadores: Pepe y Raquel                                                                                           | 2 948 000    | 23,1% |

## El Reencuentro: 10 años después(2011)
- 17 de marzo de 2011 — 2 de mayo de 2011 (46 días).

Fue emitida en Telecinco, en marzo de 2011. La segunda edición se estrenó el 17 de marzo de 2011 y terminó el 2 de mayo del mismo año tras 46 días de convivencia en la casa. Esta edición fue presentada semanalmente por Jordi González como conductor de las galas, y Christian Gálvez, al frente de los debates dominicales.
La segunda edición, prevista en principio para sustituir a Operación Triunfo una vez finalizase la temporada, pero tras su cancelación, comenzó el jueves 17 de marzo de 2011. La producción y convivencia se ha realizado en la segunda casa de GH12, aunque totalmente re-decorada y con bastantes lujos. Esta vez, entran parejas de algunos de los realities de la cadena.

### Concursantes
| Concursante          | Procedencia | Edad | Conocido por...                               | Reality show           | Duración                     | Información     |
| -------------------- | ----------- | ---- | --------------------------------------------- | ---------------------- | ---------------------------- | --------------- |
| Yola Berrocal        | Ciudad Real | 40   | Bailarina, actriz y cantante                  | Hotel Glam             | 46 días                      | Ganadores       |
| Juan Miguel Martínez | Castellón   | 54   | Exmarido de Karina                            | Hotel Glam             | 46 días                      | Ganadores       |
| Jorge Lecumberri     | Navarra     | 21   | Concursantes de Las joyas de la corona        | Las joyas de la corona | 46 días                      | 2.os finalistas |
| Lara Estevan         | Alicante    | 23   | Concursantes de Las joyas de la corona        | Las joyas de la corona | 46 días                      | 2.os finalistas |
| Marta López          | Zamora      | 37   | Concursante de Gran Hermano 2                 | Gran Hermano VIP 1     | 46 días                      | 3.os finalistas |
| Coyote Dax           | Caracas     | 38   | Cantante                                      | Gran Hermano VIP 1     | 46 días                      | 3.os finalistas |
| Sofía Cristo         | Madrid      | 27   | DJ, hija de Bárbara Rey                       | Supervivientes 2007    | 42 días                      | 6.os expulsados |
| Javián Antón         | Sevilla     | 36   | Cantante, concursante de OT 2001              | Supervivientes 2007    | 7 días                       | 6.os expulsados |
| Iván Madrazo         | Cantabria   | 38   | Ganador de Gran Hermano 10                    | Gran Hermano 10        | 28 días                      | 5.os expulsados |
| Loli Fernández       | Granada     | 28   | Concursante de Gran Hermano 10                | Gran Hermano 10        | 28 días                      | 5.os expulsados |
| David Verdú          | Málaga      | 34   | Ganador de La casa de tu vida 1               | 28 días                | 4.os expulsados              |                 |
| Natalia Serrano      | Málaga      | 34   | Concursante de La casa de tu vida 1           | 28 días                | 4.os expulsados              |                 |
| Chiqui Martí         | Barcelona   | 39   | Bailarina, concursante de Supervivientes 2007 | 29 días                | Expulsada disciplinariamente |                 |
| Tamara Gorro         | Segovia     | 24   | Tronistas de MYHYV                            | 7 días                 | 3.os expulsados              |                 |
| Oliver Reaza         | Alicante    | 25   | Tronistas de MYHYV                            | 7 días                 | 3.os expulsados              |                 |
| Saray Pereira        | La Coruña   | 28   | Finalista de Gran Hermano 11                  | 21 días                | Expulsada disciplinariamente |                 |
| Gerardo Prager       | Madrid      | 40   | Concursante de Gran Hermano 11                | 19 días                | Abandono                     |                 |
| Vanessa Lancho       | Madrid      | 32   | Subcampeonas de La casa de tu vida 1          | 7 días                 | 2.as expulsadas              |                 |
| Verónica Miguel      | Madrid      | 34   | Subcampeonas de La casa de tu vida 1          | 7 días                 | 2.as expulsadas              |                 |
| Rubén Estévez        | Cádiz       | 26   | Concursantes de Gran Hermano 12               | 9 días                 | Expulsado disciplinariamente |                 |
| Chari Lojo           | Cádiz       | 27   | Concursantes de Gran Hermano 12               | 9 días                 | Expulsado disciplinariamente |                 |
| Juanma García        | Cádiz       | 30   | Ganador de La casa de tu vida 1               | 7 días                 | 1.os expulsados              |                 |
| Mónica Guerrero      | Tarragona   | 35   | Concursante de La casa de tu vida 1           | 7 días                 | 1.os expulsados              |                 |

### Estadísticas semanales
|               |                    | 1      | 2                                                | 3                                                  | 4                                               | 5                                                 | 6                         | 7                                            | Final                                   |
| ------------- | ------------------ | ------ | ------------------------------------------------ | -------------------------------------------------- | ----------------------------------------------- | ------------------------------------------------- | ------------------------- | -------------------------------------------- | --------------------------------------- |
|               | Juanmi y Yola      | Entran | Nominados                                        | Salvados                                           | Exentos                                         | Salvados                                          | Salvados                  | Salvados                                     | Ganadores                               |
|               | Jorge y Lara       | Entran | Salvados                                         | Salvados                                           | Salvados                                        | Nominados                                         | Salvados                  | Salvados                                     | 2.os finalistas                         |
|               | Marta y Coyote     | Entran | Salvados                                         | Nominados                                          | Exentos                                         | Inmunes                                           | Nominados                 | Nominados                                    | 3.os finalistas                         |
|               | Sofía              | Entra  | Salvada                                          | Salvada                                            | Exenta                                          | Nominada                                          | Nominados                 | Expulsados                                   |                                         |
|               | Javián             |        |                                                  |                                                    |                                                 |                                                   | Nominados                 | Expulsados                                   |                                         |
|               | Iván y Loli        |        |                                                  | Entran                                             | Exentos                                         | Salvados                                          | Salvados                  | Expulsados                                   |                                         |
|               | David y Natalia    |        | Entran                                           | Salvados                                           | Exentos                                         | Salvados                                          | Expulsados                |                                              |                                         |
|               | Chiqui             | Entra  | Salvada                                          | Salvada                                            | Exenta                                          | Nominada                                          | Exp.discip.               |                                              |                                         |
|               | Oliver y Tamara    |        |                                                  |                                                    | Entran                                          | Expulsados                                        |                           |                                              |                                         |
|               | Saray              | Entran | Nominados                                        | Nominados                                          | Exp.discip.                                     |                                                   |                           |                                              |                                         |
|               | Gerardo            | Entran | Nominados                                        | Nominados                                          | Abandono                                        |                                                   |                           |                                              |                                         |
|               | Vanessa y Verónica |        | Entran                                           | Expulsadas                                         |                                                 |                                                   |                           |                                              |                                         |
|               | Chari y Rubén      | Entran | Salvados                                         | Exp.discip.                                        |                                                 |                                                   |                           |                                              |                                         |
|               | Juanma y Mónica    | Entran | Expulsados                                       |                                                    |                                                 |                                                   |                           |                                              |                                         |
|               |                    |        |                                                  |                                                    |                                                 |                                                   |                           |                                              |                                         |
| Eliminados    | Eliminados         |        | Juanma y Mónica (3 votos)                        | Vanessa y Verónica (2 votos*)                      |                                                 | Oliver y Tamara (2 votos*)                        | David y Natalia (3 votos) | Iván y Loli (1 voto) Javián y Sofía (1 voto) | Coyote y Marta 11,7% Jorge y Lara 34,2% |
| No eliminados | No eliminados      |        | Gerardo y Saray (1 voto) Juanmi y Yola (0 votos) | Gerardo y Saray (2 votos) Coyote y Marta (0 votos) | Jorge y Lara (2 votos) Chiqui y Sofía (0 votos) | Coyote y Marta (0 votos) Javián y Sofía (0 votos) | Coyote y Marta (0 votos)  | Juanmi y Yola 54,1%                          |                                         |

- En la Gala 3: Hubo empate entre dos de las parejas nominadas (Vanessa & Verónica y Gerardo & Saray). El voto de la pareja favorita que fue Jorge y Lara contó el doble resultando Vanessa & Verónica expulsadas.
- En la Gala 5: Hubo empate entre 2 de las parejas nominadas (Jorge & Lara y Oliver & Tamara). El voto de la pareja favorita que fue Juanmi y Yola contó doble por lo que Oliver & Tamara fueron los expulsados.

### Invitados
| Nombre                  | Procedencia | Edad | Gala     | Información                          |
| ----------------------- | ----------- | ---- | -------- | ------------------------------------ |
| Rosario Devesa          | Cádiz       | 47   | Gala 1   | Madres: Chari y Rubén                |
| Carmen Montero          | Cádiz       | 50   | Gala 1   | Madres: Chari y Rubén                |
| Pocholo Martínez-Bordiú | Madrid      | 48   | Gala 2   | Huéspedes de Hotel Glam              |
| Yurena                  | Vizcaya     | 41   | Gala 2   | Huéspedes de Hotel Glam              |
| Nacho Montes            | Madrid      | 40   | Semana 6 | Profesores de Las joyas de la corona |
| Bárbara de Senillosa    | Barcelona   | 52   | Semana 6 | Profesores de Las joyas de la corona |

### Lectores de pruebas
| Nombre         | Procedencia | Edad | Reality                | Información | Resultado          | Pareja rezagada |
| -------------- | ----------- | ---- | ---------------------- | ----------- | ------------------ | --------------- |
| Yago Hermida   | Pontevedra  | 33   | Gran Hermano 12        | Semana 1    | Prueba superada    | Chiqui y Sofía  |
| Yurena         | Vizcaya     | 41   | Hotel Glam             | Semana 2    | Prueba superada    | Gerardo y Saray |
| José Luis Luna | Madrid      | 38   | Supervivientes 2006    | Semana 3    | Prueba no superada | Iván y Loli     |
| Vanessa Lancho | Madrid      | 32   | La casa de tu vida 1   | Semana 4    | Prueba no superada | Jorge y Lara    |
| Mario Álvarez  | Oviedo      | 25   | OT 2009                | Semana 5    | Prueba superada    | David y Natalia |
| Pepe Cuenca    | Murcia      | 24   | Las joyas de la corona | Semana 6    | Prueba no superada | Jorge y Lara    |

### Presentadores
Los presentadores de El Reencuentro, edición especial de todos los realitys de Gestevisión Telecinco fueron:
- Jordi González, Galas semanales desde plató.
- Christian Gálvez, Debates semanales.

### Audiencias
| Fecha      | Características del Programa                                                                                 | Espectadores | Share |
| ---------- | --- | ------------ | ----- |
| 17/03/2011 | Gala 1 / Presentación / Nominación                                                                           | 2 331 000    | 16,5% |
| 24/03/2011 | Gala 2 / Expulsión de Juanma y Mónica / Entrada de Vanessa y Verónica, David y Natalia                       | 2 057 000    | 14,6% |
| 31/03/2011 | Gala 3 / Expulsión de Vanessa y Verónica / Expulsión disciplinaria de Chari y Rubén / Entrada de Iván y Loli | 2 064 000    | 14,9% |
| 07/04/2011 | Gala 4 / Expulsión disciplinaria de Saray / Abandono de Gerardo / Entrada de Oliver y Tamara                 | 2 134 000    | 15,5% |
| 14/04/2011 | Gala 5 / Expulsión de Oliver y Tamara                                                                        | 1 886 000    | 14,1% |
| 21/04/2011 | Gala 6 / Expulsión de David y Natalia / Expulsión disciplinaria de Chiqui / Entrada de Javián                | 1 797 000    | 14,1% |
| 28/04/2011 | Gala 7 / Semifinal / Expulsión de Iván y Loli, Javián y Sofía                                                | 1 937 000    | 14,0% |
| 02/05/2011 | Gala 8 / Final / Ganadores: Juanmi y Yola                                                                    | 2 351 000    | 16,0% |

## PalmarésEl Reencuentro
| Edición                         | Fecha | Ganadores                          | Subcampeones                  | Terceros                       |
| ------------------------------- | ----- | ---------------------------------- | ----------------------------- | ------------------------------ |
| Gran Hermano: El Reencuentro    | 2010  | Pepe Herrero Raquel López          | Jorge Berrocal Silvia Casado  | Ainhoa Pareja Nicola Di Matteo |
| El Reencuentro: 10 años después | 2011  | Juan Miguel Martínez Yola Berrocal | Jorge Lecumberri Lara Estevan | Coyote Dax Marta López         |

## Audiencias

### El Reeencuentro: Temporadas
| Edición                         | Fecha | Cadena    | Espectadores | Cuota de pantalla | Gran final        |
| ------------------------------- | ----- | --------- | ------------ | ----------------- | ----------------- |
| Gran Hermano: El Reencuentro    | 2010  | Telecinco | 2 978 000    | 20,6%             | 2 948 000 (23,1%) |
| El Reencuentro: 10 años después | 2011  | Telecinco | 2 070 000    | 15,0%             | 2 351 000 (16,0%) |